# Frederick Pethick-Lawrence, 1. Baron Pethick-Lawrence

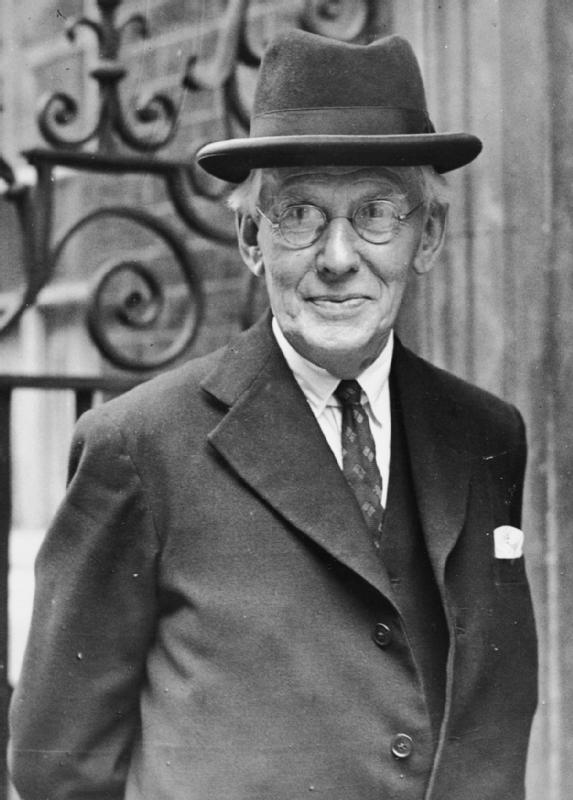
Frederick Pethick-Lawrence, 1. Baron Pethick-Lawrence (1945)

Frederick William Pethick-Lawrence, 1. Baron Pethick-Lawrence PC (Geburtsname: Frederick William Lawrence; * 28. Dezember 1871 in London; † 10. September 1961 in Hendon, London) war ein britischer Politiker der Labour Party, der mit Unterbrechungen 18 Jahre lang Abgeordneter des House of Commons war und 1945 als Baron Pethick-Lawrence zum erblichen Peer erhoben wurde und damit bis zu seinem Tod dem House of Lords angehörte. Er war von 1945 bis 1947 Minister für Indien und Burma im Kabinett von Premierminister Clement Attlee.

## Leben

### Herkunft, Studium und Rechtsanwalt
Lawrence, dessen Vater Alfred Lawrence Commissioner beim Lord Lieutenant von London war, stammte aus einer in der Liberal Party politisch aktiven Familie. Sein Großvater William Lawrence war unter anderem Beigeordneter (Alderman) und Sheriff von London. Sein Onkel William Lawrence war zwischen 1863 und 1864 Lord Mayor of London und vertrat mit Unterbrechungen 14 Jahre lang den Wahlkreis London im House of Commons. Sein Onkel James Clarke Lawrence war von 1868 bis 1868 ebenfalls Lord Mayor of London sowie zwischen 1868 und 1885 Abgeordneter des Unterhauses für den Wahlkreis Lambeth. Darüber hinaus war ein weiterer Bruder seines Vaters, Edwin Durning-Lawrence, zwischen 1895 und 1906 ebenfalls Abgeordneter des Unterhauses und vertrat dort den Wahlkreis Truro.
Er absolvierte nach der Schulausbildung am renommierten Eton College ein Studium am Trinity College der University of Cambridge, das er 1894 mit einem Bachelor of Arts (B.A.) abschloss. Ein anschließendes postgraduales Studium am Trinity College beendete er 1896 mit einem Master of Arts (M.A.) und studierte danach Rechtswissenschaften. Nach seiner anwaltlichen Zulassung bei der Rechtsanwaltskammer Inner Temple nahm er 1899 eine Tätigkeit als Barrister auf. 1900 war er Inhaber der Dunkin-Professur und anschließend zwischen 1901 und 1906 Vorstandsvorsitzender des Verlages Consolidated Newspaper.

### Eheschließung und Engagement für Frauenrechte
Am 2. Oktober 1901 heiratete er Emmeline Pethick und beide Ehepartner nahmen als Familiennamen den Doppelnamen „Pethick-Lawrence“ an. Seine Ehefrau setzte sich für Frauenrechte ein und arbeitete dabei eng mit Mary Neal und Emmeline Pankhurst zusammen, die sie 1906 kennen lernten.
In der Folgezeit engagierte er sich in dem 1903 von Emmeline Pankhurst und Christabel Pankhurst gegründeten Women’s Social and Political Union (WSPU) sowie in der Labour Party. 1912 wurde er wegen einer politischen Aktion für die WSPU, bei der es zu Sachbeschädigungen kam, zu einer neunmonatigen Freiheitsstrafe verurteilt. Allerdings schlossen ihn Emmeline und Christabel Pankhurst kurz darauf aus der WSPU aus, da er die Durchsetzung der politischen Ziele mit Hilfe von Straftaten wie Sachbeschädigungen ablehnte.
Später war Pethick-Lawrence für die Interessenvertretung Union of Democratic Control (UDC) tätig und musste wegen Kriegsdienstverweigerung während des Ersten Weltkrieges auf einem Bauernhof in Sussex arbeiten.

### Unterhausabgeordneter
Bei den Unterhauswahlen vom 6. Dezember 1923 wurde Pethick-Lawrence als Kandidat der Labour Party erstmals zum Abgeordneten des House of Commons gewählt und vertrat dort bis zu seiner Niederlage bei den Wahlen vom 27. Oktober 1931 den Wahlkreis Leicester West.
Nach dem Wahlsieg der Labour Party bei den Unterhauswahlen vom 30. Mai 1929 wurde er von Premierminister Ramsay MacDonald zum Finanzsekretär im Schatzamt (Financial Secretary to the Treasury) berufen und übte dieses Amt bis zum 24. August 1931 aus.
Bei den Unterhauswahlen 14. November 1945 wurde er wiederum zum Abgeordneten in das House of Commons gewählt und vertrat nunmehr bis zu seinem Verzicht auf eine erneute Kandidatur bei den Unterhauswahlen vom 5. Juli 1945 den Wahlkreis Edinburgh East. 1937 erfolgte seine Berufung zum Privy Counsellor (PC).
Als Nachfolger von Hastings Lees-Smith wurde Pethick-Lawrence Vorsitzender der Fraktion und damit Führer der Opposition (Leader of the Opposition) im Unterhaus. Diese Funktion bekleidete er jedoch nur kurze Zeit und übergab diese noch 1942 an Arthur Greenwood.

### Oberhausmitglied und Minister

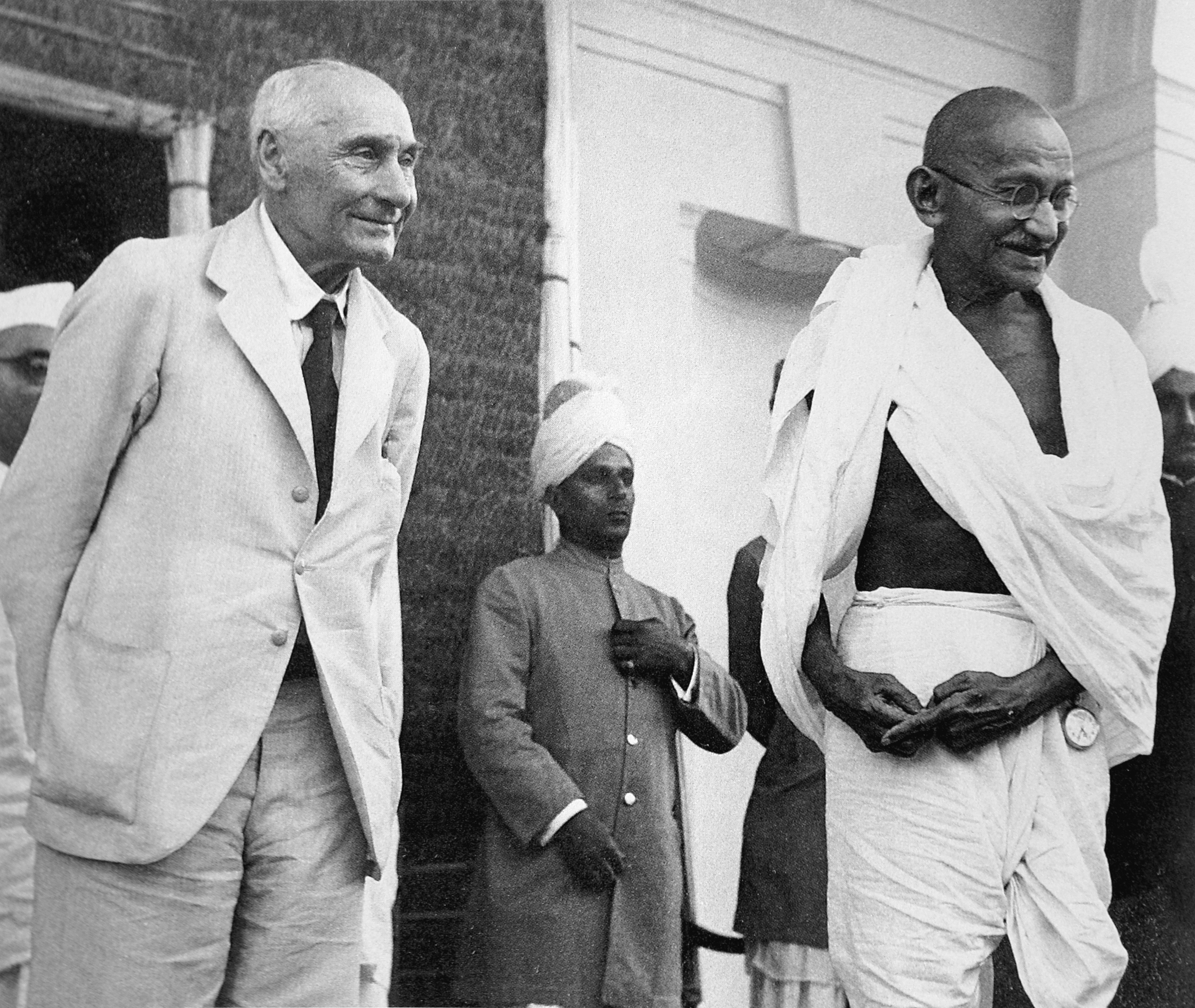
Frederick Pethick-Lawrence, 1. Baron Pethick-Lawrence mit Mohandas Karamchand Gandhi (1946)

Nach dem Wahlsieg der Labour Party bei den Unterhauswahlen vom 5. Juli 1945 wurde Pethick-Lawrence von Premierminister Clement Attlee am 3. August 1945 zum Minister für Indien und Burma (Secretary of State for India and Burma) in dessen Kabinett berufen und bekleidete dieses Ministeramt bis zu seiner Ablösung durch William Hare, 5. Earl of Listowel am 17. April 1947. Während dieser Zeit führte er Gespräche unter anderem mit Mohandas Karamchand Gandhi über die Zukunft von Britisch-Indien.
Kurz nach seiner Ernennung zum Minister wurde er durch ein Letters Patent vom 16. August 1945 als Baron Pethick-Lawrence, of Peaslake in the County of Surrey, in den erblichen Adelsstand erhoben und war dadurch bis zu seinem Tod Mitglied des House of Lords.
Da Baron Pethick-Lawrence ohne Nachkommen verstarb, erlosch mit seinem Tod der Adelstitel.